# KZ-Außenlager Hamburg-Sasel

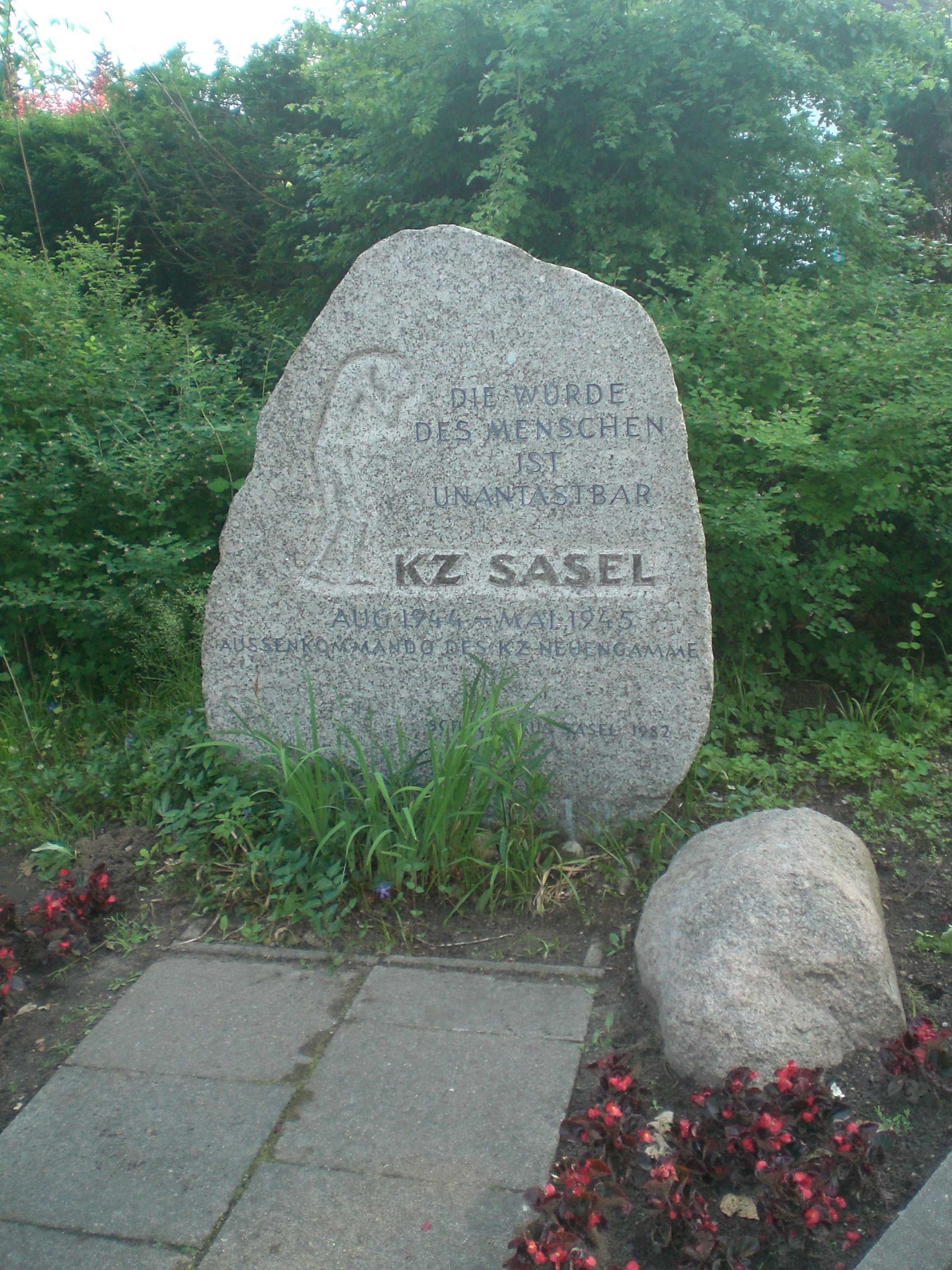
Gedenkstein in Sasel

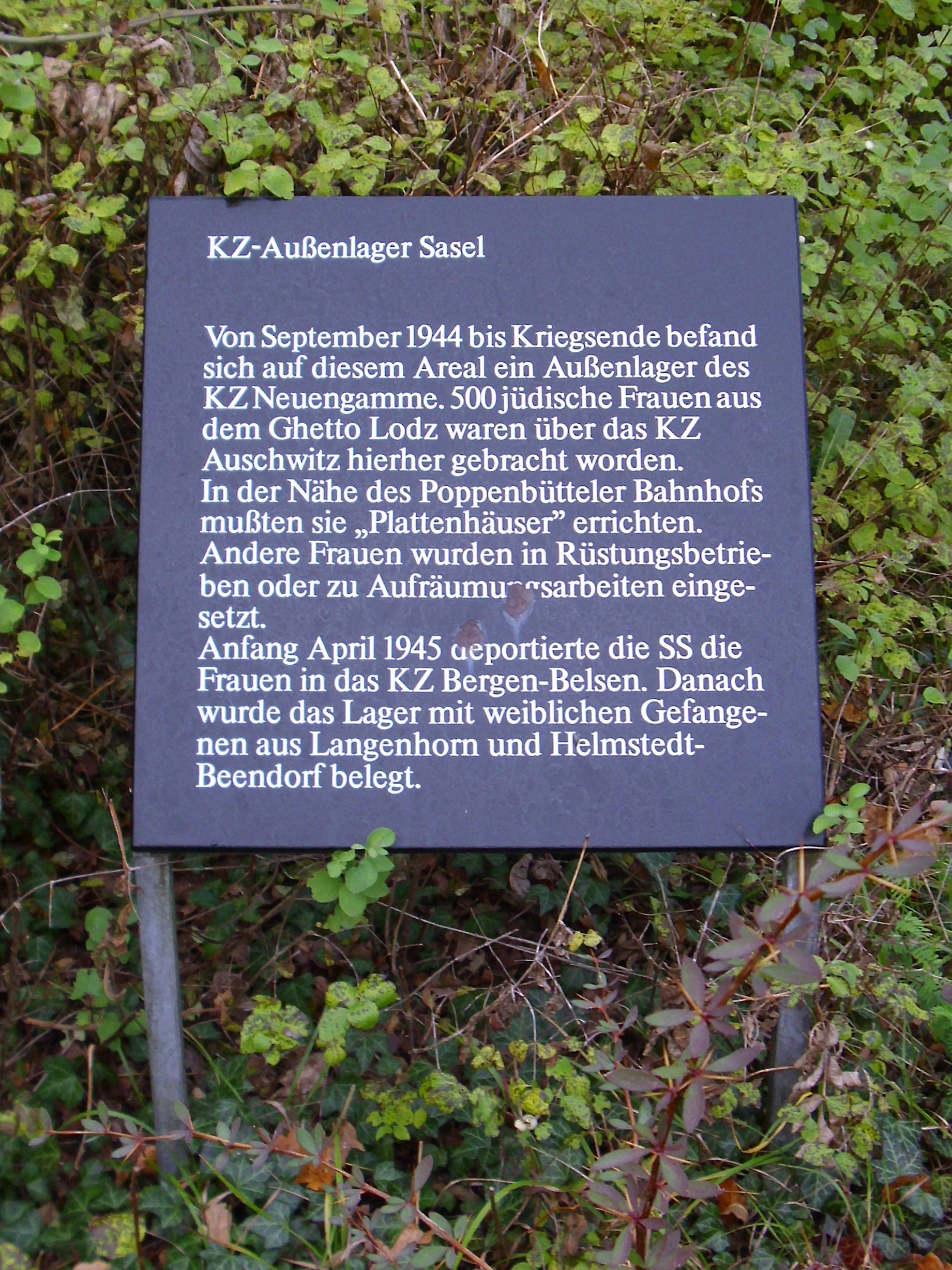
Gedenktafel in Sasel

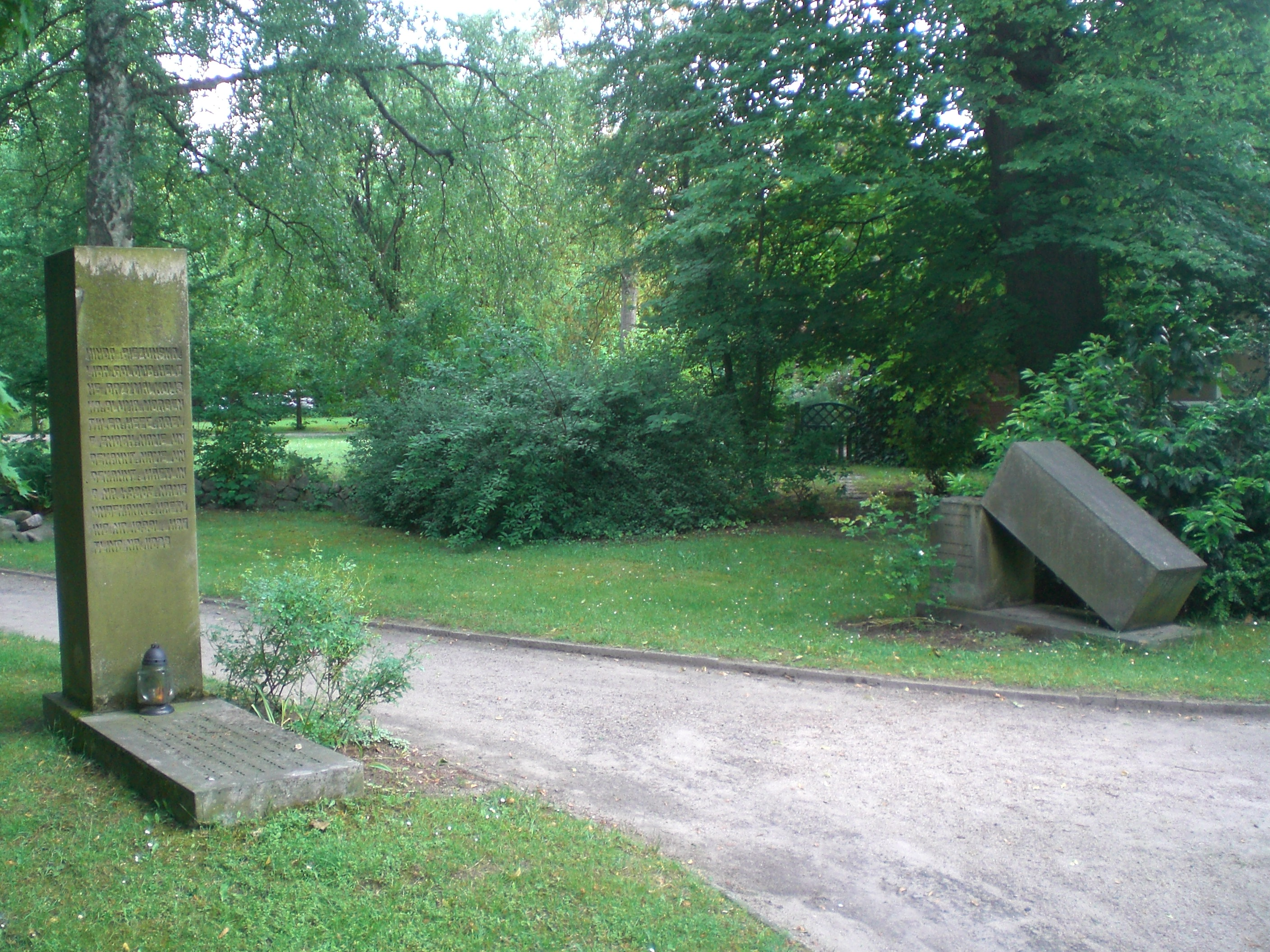
Gedenkstätte in Bergstedt von Axel Peters

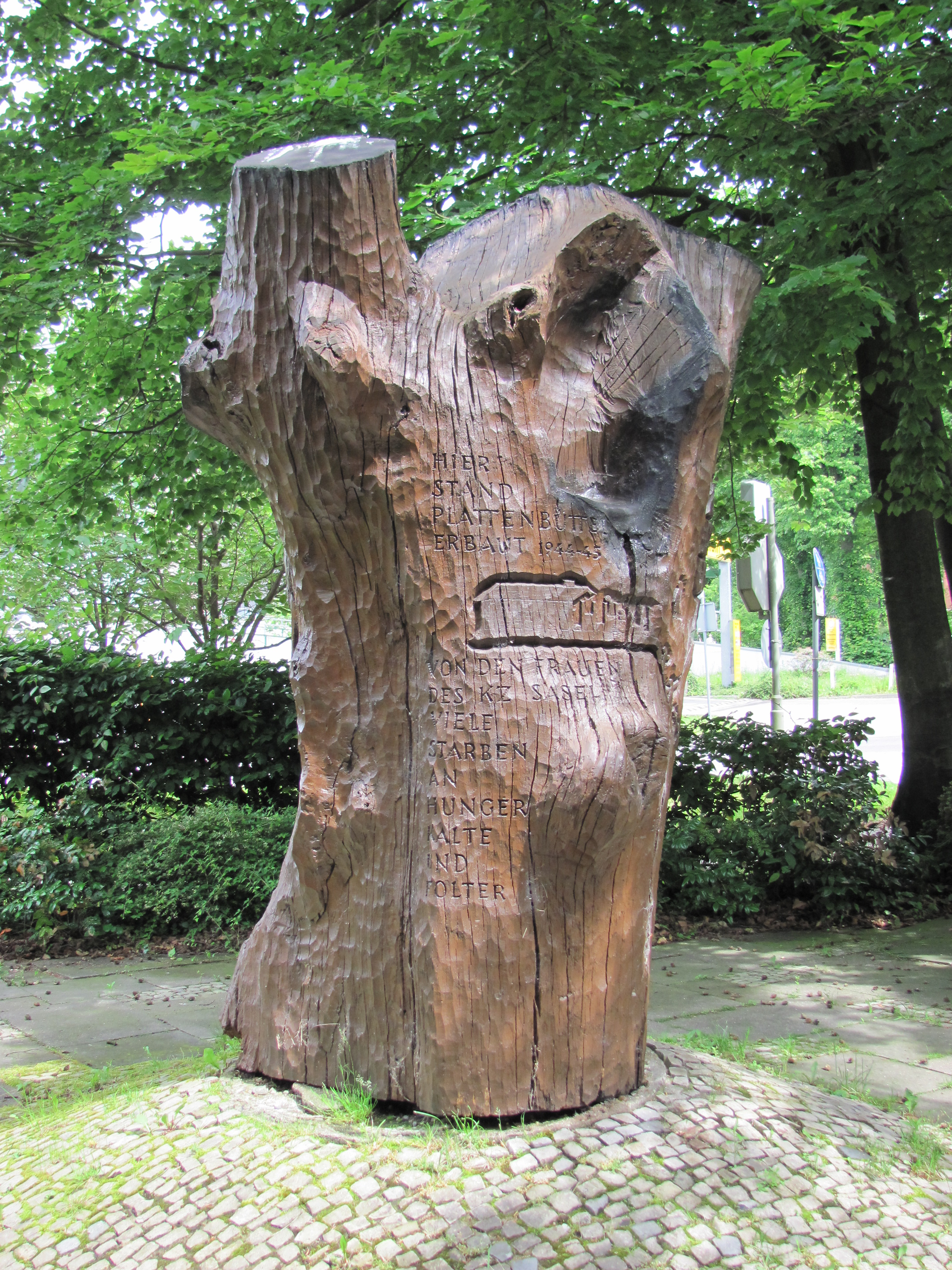
Denkmal in Poppenbüttel

Das KZ-Außenlager Hamburg-Sasel war ein vom 13. September 1944 bis zum 5. Mai 1945 bestehendes Frauenaußenlager des KZ Neuengamme in Hamburg-Sasel.

## Das Lager
Am 13. September 1944 wurde das ehemalige Kriegsgefangenenlager nahe der Mellingburger Schleuse zum Frauenaußenlager Sasel umfunktioniert. Das Gelände des Lagers befand sich am Feldblumenweg zwischen den Straßen Saseler Mühlenweg und Hohensasel. In dem Lager wurden 500 überwiegend polnische Jüdinnen inhaftiert, die über das Ghetto Litzmannstadt und das KZ Auschwitz-Birkenau nach Hamburg deportiert und dort zunächst vier Wochen im Außenlager Dessauer Ufer untergebracht wurden. Für die Firmen Möller und Wayss & Freytag mussten die Frauen beim Bau von Behelfsunterkünften in den Hamburger Stadtteilen Poppenbüttel und Wandsbek arbeiten. Darüber hinaus mussten einige Frauen auf dem Heiligengeistfeld arbeiten, um für die Firmen Moll und Kowahl & Bruns aus Trümmerschutt Betonplatten herzustellen. Weitere Einsatzorte waren Sternschanze, St. Pauli, Altona, der Freihafen des Hamburger Hafens und die S-Bahn-Station Rübenkamp. Die Leiter des Außenlagers waren am Anfang der Hauptmann der Wehrmacht Merker und ab dem 1. November 1944 der SS-Oberscharführer Leonhard Stark. Zur Bewachung der Häftlinge außerhalb des Lagers wurden 20 bis 25 dienstverpflichtete, ehemalige pensionierte Zollbeamte aus Hamburg eingesetzt und innerhalb des Lagers etwa 25 KZ-Aufseherinnen. Am 3. oder 4. April 1945 wurden einige Frauen des KZ-Außenlagers Hamburg-Langenhorn ins Außenlager Hamburg-Sasel verlegt. Vermutlich am 7. April wurde das Saseler Außenlager von der Waffen-SS geräumt und die Frauen per Bahn in das KZ Bergen-Belsen deportiert.
Im Zuge der Räumung der Außenlager des KZ Neuengamme startete am 10. April ein Zug mit 50 Waggons weiblicher und männlicher Häftlinge vom KZ-Außenlager Helmstedt-Beendorf und fuhr über Magdeburg, Stendal und Wittenberge bis nach Sülstorf, wo der Zug vom 13. bis 15. April stehen blieb, weil ein Gleis blockiert war. In jedem Waggon befanden sich 150 bis 170 Häftlinge. Hunderte Gefangene starben bei dem Transport fast ohne Wasser und Verpflegung. Am 15. fuhr der Zug endlich los und erreichte das KZ Wöbbelin bei Ludwigslust, wo die männlichen Häftlinge aussteigen mussten. Von dort ging die Odyssee für die Frauen weiter. Sie mussten weitere sechs Tage in den Waggons zubringen und wurden bei der Ankunft in Hamburg dann aufgeteilt. Ein Teil traf völlig geschwächt am 21. April im Außenlager Sasel ein. Am 1. Mai 1945 konnten die meisten der Häftlinge des Außenlagers Sasel mit einem Zug des schwedischen Roten Kreuzes Hamburg verlassen. Über Dänemark wurden sie nach Schweden gebracht. Die in Hamburg verbliebenen Frauen wurden einige Tage später, vermutlich am 4. oder 5. Mai, von britischen Soldaten befreit.
Mindestens 35 Häftlinge starben im Außenlager Sasel an Hunger, Krankheiten, Misshandlungen und Erschöpfung. Sie wurden auf dem Friedhof Bergstedt beigesetzt. Sechs von ihnen waren bis zum 7. April gestorben, alle anderen waren Frauen, die aus dem Außenlager Helmstedt-Beendorf nach Sasel gebracht worden waren. Im März 1957 wurden sie zum Friedhof Ohlsdorf umgebettet.
Insgesamt sollen im Laufe der Zeit in dem Lager ca. 1.500 weibliche Häftlinge gewesen sein, darunter Jüdinnen, Sintezzas, Romnis und politisch verfolgte Frauen aus Polen, der Sowjetunion, Jugoslawien, Frankreich, den Niederlanden und Deutschland.

## Strafrechtliche Ahndung
Ab Juli 1946 fanden die Nebenprozesse zum Neuengamme-Hauptprozess und den Außenlagern des britischen Militärgerichts im  Hamburger Curiohaus statt. Im sogenannten Sasel-Case wurde SS-Oberscharführer Leonhard Stark zu 15 Jahren Gefängnis verurteilt. Die KZ-Aufseherinnen Ursula Eberstein, Lieselotte Müller, Johanna Freund, Elfrieda Ignatowitz, Magdalena Roper, Ilse Sass, Sofie Wisch, Elisabeth Luth, Ida Römer und Hildegard Lenz wurden zu Haftstrafen zwischen einigen Monaten und mehreren Jahren wegen Misshandlungen von KZ-Häftlingen verurteilt.  Als einziger Zivilist unter den 24 Angeklagten wurde auch der Unternehmer Emil Bruns verurteilt.

## Zum Gedenken
Eine Gedenktafel des Tafelprogramms der Hamburger Kulturbehörde Stätten der Verfolgung und des Widerstandes 1933–1945, die an die Häftlinge des Außenlagers Hamburg-Sasel erinnert, befindet sich seit Juni 1982 am ehemaligen Lagergelände am Petunienweg, Ecke Feldblumenweg in Hamburg-Sasel. Gleich neben der Gedenktafel wurde ebenfalls im Juni 1982 auf der Initiative von Schülerinnen und Schülern der Klasse 10c des Gymnasiums Oberalster und ihres Lehrers Gerd Liszkowski ein Gedenkstein aufgestellt. Die Klasse hatte die Geschichte des Lagers 1981 und 1982 erforscht und eine Broschüre darüber veröffentlicht sowie die Gestaltung des Gedenksteins entworfen. Auf dem Gedenkstein wird der erste Satz des 1. Artikels, Absatz 1 der Grundrechte des deutschen Grundgesetzes zitiert: „Die Würde des Menschen ist unantastbar.“ Anfang 2018 wurde der Stein gereinigt, die Inschrift schwarz nachgezogen und neben der deutschsprachigen Tafel zusätzlich eine zweite, englischsprachige Tafel vom Denkmalschutzamt Hamburg aufgestellt.
Das Plattenhaus Poppenbüttel erinnert unter anderen an die Frauen des Außenlagers Hamburg-Sasel, die aus Betonfertigteilen eine Plattenbausiedlung von Behelfsheimen in Hamburg-Poppenbüttel errichten mussten. Seit dem 1. September 1989 erinnert auf dem Vorplatz der Poppenbüttler Gedenkstätte eine als Friedensbaum geschaffene Holzskulptur von Franz Vollert an das Schicksal der Häftlinge und die Schrecken des Zweiten Weltkrieges.
Am 18. November 1990 wurde die von dem Bildhauer Axel Peters aus Mecklenburg-Vorpommern gestaltete Anlage in Hamburg-Bergstedt eingeweiht. Sie besteht aus zwei Stelen aus Elbsandstein, die zu beiden Seiten eines Weges unmittelbar hinter der Bergstedter Kirche platziert wurden. Eine der Stelen trägt die Namen, beziehungsweise die Häftlingsnummern von den 34 Frauen und eines 33 Tage alten Säuglings, die im Außenlager Hamburg-Sasel ums Leben kamen und bis März 1957 auf dem Bergstedter Friedhof bestattet waren. Die zweite Stele liegt zerbrochen auf der anderen Seite des Weges und soll an die gewaltsamen Umstände ihres Todes erinnern. Sie trägt die übersetzten Worte eines Satzes aus der Jerusalemer Gedenkstätte Yad Vashem: „Vergessen verlängert das Exil, sich erinnern ist das Geheimnis der Erlösung.“

## Streit um exakte Lage und Größe des Lagers
Die Freie und Hansestadt Hamburg erließ am 1. Juni 2017 einen positiven Bauvorbescheid für die Bebauung der bislang freigehaltenen S-Bahn-Trasse nach Bergstedt zwischen den Straßen Hohensasel und Aalkrautweg, der jeweils am Mellingburgredder und am Feldblumenweg endet. Der Zentrale Koordinierungsstab Flüchtlinge und der Bauherr f & w fördern und wohnen planen, auf dem Gelände 12 Wohnunterkünfte mit 160 Wohnungen für Flüchtlinge zu bauen. Der Bezirk Wandsbek sieht laut Sprecher Jacob Löwenstrom „keine Verdachtsmomente, dass im zu bebauenden Bereich Überreste der KZ-Außenstelle liegen könnten“.
Die Initiative Gedenkstätte KZ-Hohensasel ist dagegen überzeugt, dass sich auf dem Gebiet das Lager befand und beruft sich auf die Forschungsergebnisse der Schülerinnen und Schülern des Gymnasiums Oberalster sowie auf Zeitzeugen. Die Initiative ist für Erhaltung des Ortes und die Errichtung einer weiteren Erinnerungsstätte.